# محطة قطار ويلينغبورو
محطة قطار ويلينغبورو (بالإنجليزية: Wellingborough railway station)‏‏ هي محطة قطار في المملكة المتحدة، تُشغلها قطارات إيست ميدلاند. افتُتحت هذه المحطة في 1857، ويبلغ عدد مسارات أرصفتها 3.